# 高倉一朗
髙倉 一朗（たかくら いちろう、1972年2月10日 - ）は、日本の歌手。本名は石倉 寛章。レコード会社は日本クラウン。血液型はAB型。

## 略歴・人物
大阪府出身。4歳まで北海道札幌市で育つ。その後、父親の転勤で大阪府に移る。
会社勤めをしながら、歌の大会に出場し、アマチュアカラオケフェスタ、第6回アマチュアグランプリ大会など、
数々のコンテスト、カラオケ大会に優勝し、
作詞家荒木とよひさの孫弟子になり、
2003年6月シングル「I love you」で歌手デビュー。

豊かな歌唱力と表現力、繊細でナイーブな歌声が魅力な歌手。

## ディスコグラフィ

### シングル
- 1：ガウスエンタテインメント、2：徳間ジャパン、3：ホリデージャパン、4〜：日本クラウン

| # | 発売日         | 曲順 | タイトル                 | 作詞         | 作曲         | 編曲       | 規格品番   |
| - | -------------- | ---- | ------------------------ | ------------ | ------------ | ---------- | ---------- |
| 1 | 2003年 6月25日 | 01   | I love you               | 髙城靖雄     | 髙城靖雄     | 今泉敏郎   | GRDM-1044  |
| 1 | 2003年 6月25日 | 02   | 愛の花                   | 石倉寛章     | 保田勝紀     | 保田勝紀   | GRDM-1044  |
| 2 | 2008年 1月9日  | 01   | さらば…侍                | 荒木とよひさ | 都志見隆     | 都志見隆   | TKCA-90248 |
| 2 | 2008年 1月9日  | 02   | 日曜日                   | 小峯暁子     | 柴田耕二     | 竹内弘一   | TKCA-90248 |
| 3 | 2009年 9月18日 | 01   | おんなの雨情             | 荒木とよひさ | 荒木とよひさ | 伊戸のりお | TJCH-15247 |
| 3 | 2009年 9月18日 | 02   | 積木の夢                 | 荒木とよひさ | 荒木とよひさ | 伊戸のりお | TJCH-15247 |
| 4 | 2013年 8月7日  | 01   | おまえを狙って           | たかたかし   | 徳久広司     | 伊戸のりお | CRCN-1722  |
| 4 | 2013年 8月7日  | 02   | 呑んだくれ               | 菅麻貴子     | 徳久広司     | 伊戸のりお | CRCN-1722  |
| 5 | 2015年 7月8日  | 01   | 港のカナリア             | 菅麻貴子     | 徳久広司     | 石倉重信   | CRCN-1886  |
| 5 | 2015年 7月8日  | 02   | さすらい挽歌             | 菅麻貴子     | 徳久広司     | 石倉重信   | CRCN-1886  |
| 6 | 2017年 6月7日  | 01   | 面影傘ん中               | 菅麻貴子     | 徳久広司     | 伊戸のりお | CRCN-8065  |
| 6 | 2017年 6月7日  | 02   | 男の鴎唄                 | 菅麻貴子     | 徳久広司     | 伊戸のりお | CRCN-8065  |
| 7 | 2020年 3月4日  | 01   | さよならのかけらを集めて | 水木れいじ   | 田尾将実     | 川村栄二   | CRCN-8323  |
| 7 | 2020年 3月4日  | 02   | いつも昨夜のように       | 水木れいじ   | 田尾将実     | 川村栄二   | CRCN-8323  |